# قره‌قاشلی
قره قاشلی، روستایی در دهستان قره‌سو شرقی بخش سیجوال شهرستان ترکمن استان گلستان ایران است.

## جمعیت
بر پایه سرشماری عمومی نفوس و مسکن در سال ۱۳۹۵ جمعیت این مکان ۲٬۷۳۱ نفر (۶۷۷خانوار) بوده است.

## جغرافیا
اکثر شغل مردم روستا کشاورزی و دامداری بوده با توجه به اینکه چند سال قبل این روستا دارای مشکل بیکاری عده‌ای جوانان بود باایجاد کشتارگاه‌های صنعتی مشکل کار در روستا به‌طور کامل حل شد و حتی جوانان در تعطیلات تحصیلی خود مشغول کار در این واحدها می‌شوند.

### موقعیت سیاسی و جغرافیایی روستا و پیشینه تاریخی آن
این روستا از لحاظ تقسیمات سیاسی (کشوری) جزء دهستان جعفربای جنوبی از توابع بخش مرکزی شهرستان ترکمن می‌باشد این روستا از نظر موقعیت جغرافیایی با موقعیت ۳۶ درجه و ۵۳ دقیقه ۴۱ ثانیه عرض جغرافیایی و ۵۴ درجه و ۱۰ دقیقه ۲۹ثانیه طول جغرافیایی و در ارتفاع ۳۰- متری از سطح دریا واقع شده است.
محدوده کالبدی روستا با وسعتی حدود ۵۸ هکتار توسط اراضی کشاورزی و مراتع احاطه شده است.
این روستا در غرب استان گلستان در شهرستان ترکمن و در شرق شهر بندرترکمن قرار دارد که از شمال به جاده ترکمن-آق قلا از جنوب به جاده ترکمن – گرگان از شرق به رودخانه و اراضی روستای پیخی حاجی و از غرب به اراضی روستای آنه حاجی و ایوان آباد ختم می‌شود این روستا در ۶ کیلومتری روستای سیجوال (مرکز دهستان) و ۱۱ کیلومتری بندرترکمن واقع شده است.

## پیشینه تاریخی
مبدأ تاریخی روستا به‌دلیل عدم وجود استاد مکتوب رسمی مشخص نمی‌باشد لیکن براساس پیمایشهای محلی و گفتگو با اهالی و اعضای روستا قدمتی بیش از ۱۵۰سال را برای روستا مطرح می‌کنند.

### وجه تسمیه
در قدیم الایام درختان بسیاری با چوب سیاه در منطقه وجود داشته و نام روستا که در اصل قره آقاچ (چوب سیاه) بوده از این درختان گرفته شده و به‌تدریج قره قاشلی تغییر نام یافته است.

## سایر
از جمله امتیازات روستا :تاکسی برون‌شهری. خانه بهداشت. مخابرات. پست بانک. سالن ورزشی. خانه دهیاری. پایگاه بسیج. شرکت تعاونی. دو سرور آنتن دهی ایرانسل و همراه اول است.
براساس مشاهدات و بررسی‌های به عمل آمده آثار تاریخی در این روستا پل سنگی قدیمی و آق امام می‌باشد